# Ribes mediatum
Ribes mediatum är en ripsväxtart som beskrevs av Mesicek och Sojak. Ribes mediatum ingår i släktet ripsar, och familjen ripsväxter. Inga underarter finns listade i Catalogue of Life.